# Franciszek Tepa
Franciszek Tepa, né le 17 septembre 1829 à Lemberg et mort le 23 décembre 1889  à Lemberg, est un peintre réaliste et orientaliste polonais.

## Biographie

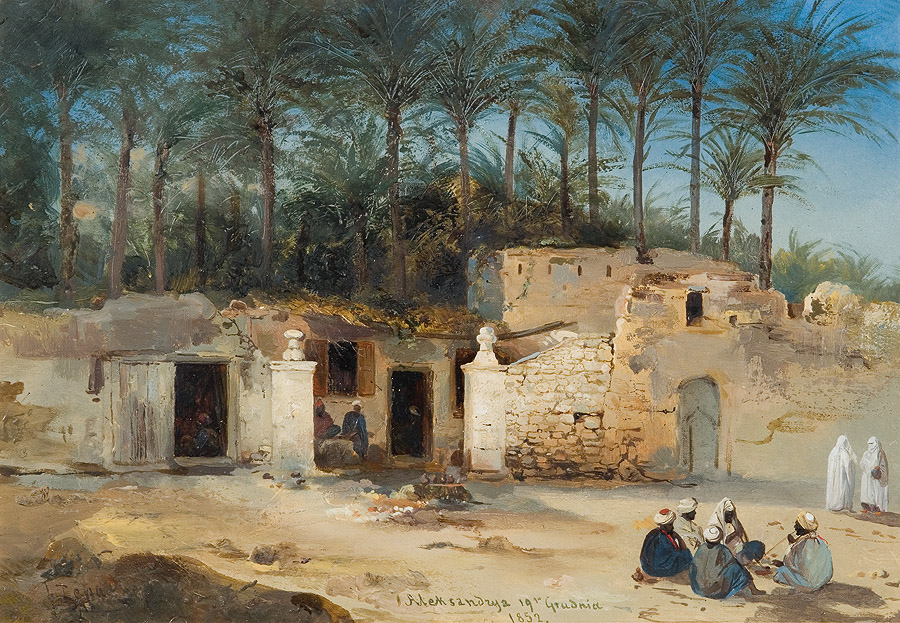
En Égypte, près d’Alexandrie, 1852

Fils de confiseur, il entreprend des études artistiques à l’Akademia Stanowa avec Jan Maszkowski de 1842 à 1844, puis à l’Académie des beaux-arts de Vienne en 1847-1848, où il étudie avec Ferdinand Waldmüller, à l’Académie des beaux-arts de Munich de 1849 à 1852, comme élève de Wilhelm Kaulbach, à l’École nationale supérieure des beaux-arts de Paris de 1854 à 1860 avec Ary Scheffer et Léon Cogniet.
Pendant les révolutions de 1848 (aussi connues comme Printemps des peuples), il s'engage politiquement dans le mouvement d'indépendance polonais. Il peint une série de portraits des leaders révolutionnaires polonais, notamment Joachim Lelewel, Józef Dwernicki et Józef Chłopicki. Il est emprisonné comme politique à Vienne.
En 1852, accompagné du séparatiste galicien Adam Józef Potocki, de son épouse et du journaliste Maurycy Mann (1814-1876), il entreprend un voyage à travers la Grèce, l’Égypte et la Palestine pendant lequel il peint les premières toiles orientalistes polonaises. Il en ramène également quelques antiquités qui seront exposées à l’Ossolineum.
À son retour de Paris en 1860, il s’établit de manière permanente à Lemberg, où il produit des études de la vie populaire locale et des paysages pour le comte Włodzimierz Dzieduszycki. Durant cette période, on lui propose un poste de professeur à l’Académie des beaux-arts de Cracovie qu’il refuse pour rester à Lviv.
Il se spécialise dans le portrait, devenant connu pour ses miniatures peintes sur ivoire, tout en donnant des leçons. Parmi ses élèves, on retiendra Franciszek Żmurko.
Beaucoup de ses œuvres sont restées à Lviv quand cette région est devenue ukrainienne après la Seconde Guerre mondiale.

## Source
- (en) Cet article est partiellement ou en totalité issu de l’article de Wikipédia en anglais intitulé « Franciszek Tepa » (voir la liste des auteurs).